# He's a Pirate
He's a Pirate è un brano musicale di Klaus Badelt e Hans Zimmer del 2003, inizialmente usato come tema principale del film La maledizione della prima luna e poi di tutti gli altri capitoli della serie Pirati dei Caraibi.

## Composizione
Sebbene la colonna sonora de La maledizione della prima luna (2003) fosse stata assegnata a Badelt (il compito era stato originariamente affidato a Zimmer, che però dovette declinare in quanto era già impegnato con le musiche di L'ultimo samurai), Zimmer compose una prima versione di He's a Pirate. Il motivo, molto orecchiabile, è interamente costruito su brevi frasi melodiche; secondo la descrizione che offre Stephen Meyer di He's a Pirate, «sembra una hornpipe eseguita da una banda che sa suonare solamente dei potenti inni rock.»

## Pubblicazione
He's a Pirate venne inizialmente utilizzato come tema del film La maledizione della prima luna (2003), primo capitolo della saga Pirati dei Caraibi e pubblicato nella relativa colonna sonora. In seguito venne utilizzato anche negli altri film della saga. Proprio per tale ragione compare nelle relative colonne sonore. Compare anche nella colonna sonora del videogioco Kingdom Hearts II (2005) e nel cofanetto Kingdom Hearts: III, II.8, Unchained χ & Unchained χ – Original Soundtrack (2020).

## Cover
Tra le versioni della traccia degne di menzione vi sono i remix dell'olandese Tiësto (2006) e del belga DJ Rebel (2014), che entrarono nelle top 10 europee. Più recentemente, nel 2024, Gabry Ponte, Steve Aoki e KEL pubblicarono He's a Pirate (Save Me), che usa come base il brano di Badelt e Zimmer.